# Sulop
Sulop (Bayan ng Sulop) är en kommun i Filippinerna. Kommunen ligger på ön Mindanao, och tillhör provinsen Davao del Sur. Folkmängden uppgår till 27 340 invånare.
Sulop är indelat i 25 barangayer.

## Bildgalleri

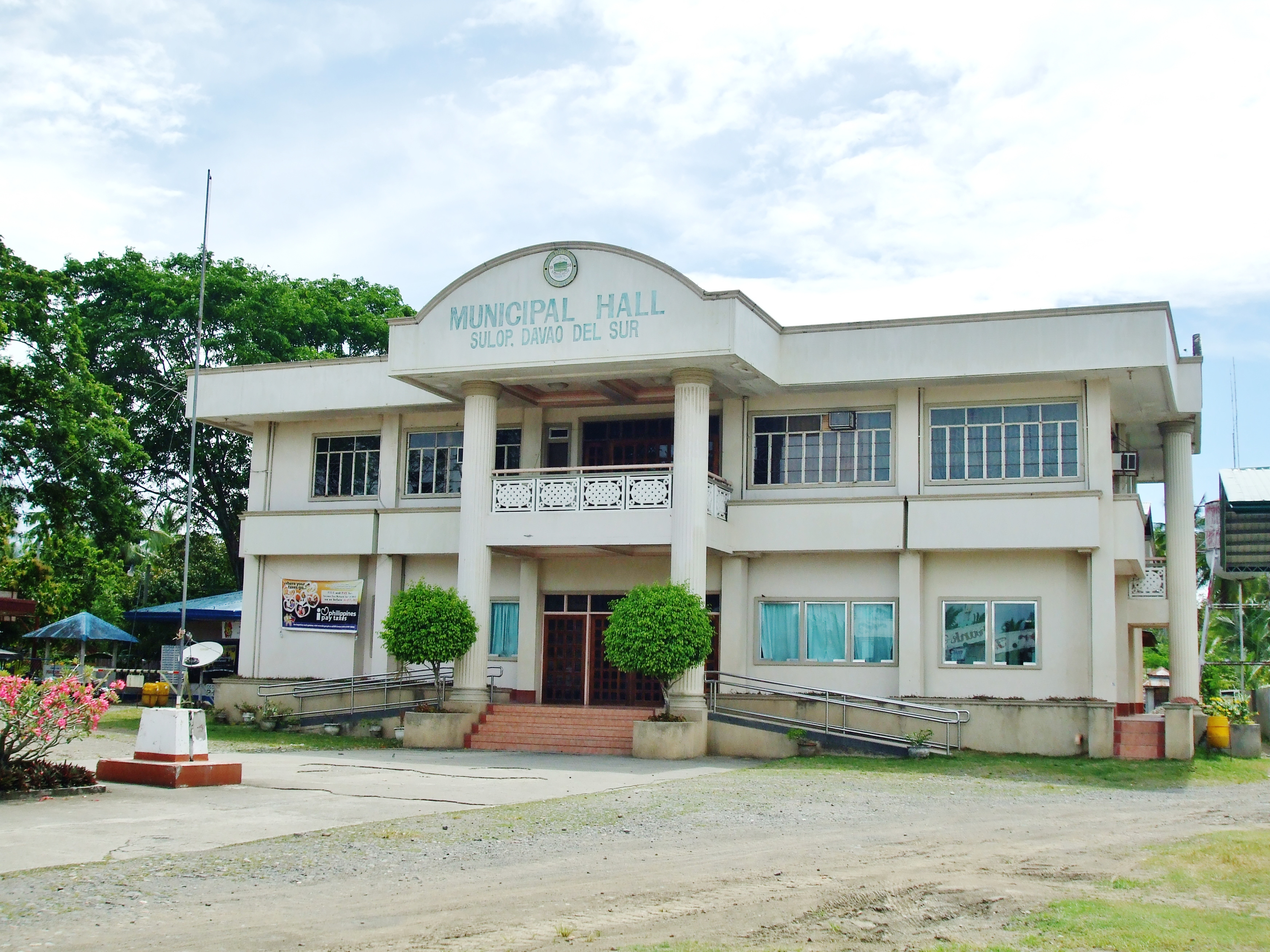
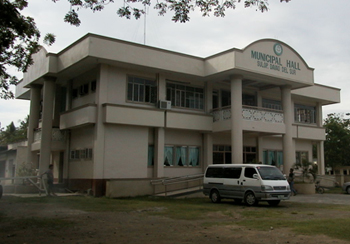